# Samrat Hem Chandra Vikramaditya
Samrat Hem Chandra Vikramaditya (en hindi : सम्राट हेम चंद्र विक्रमादित्य) ou  Hemu Vikramaditya ou Raja Vikramaditya ou Hemu) (né à Alwar en 1501 – décédé le 5 novembre 1556 à Panipat) est un empereur Hindou ayant régné sur le nord de l'Inde au XVIe siècle période cruciale durant laquelle les moghols et les Afghans étaient en lice pour le pouvoir dans la région.